# Micraster coranguinum
Espèce
Micraster coranguinum est une espèce éteinte d'oursins de la famille des Micrasteridae et du genre Micraster, elle date du Crétacé supérieur .

## Morphologie
C'est un oursin irrégulier en forme de cœur, l'anus étant situé à la pointe. Il peut mesurer jusqu'à 10 cm de diamètre.

## Stratigraphie
Extension stratigraphique : Crétacé supérieur (notamment Santonien).

## Répartition
Cet oursin est commun dans les strates crétacées de l'Europe de l'Ouest.

## Liste des sous-espèces
Selon World Register of Marine Species (11 mars 2021) :
- sous-espèce Micraster coranguinum simpsoni Stokes, 1975 †

## Curiosités
Il semble que des fossiles de cet oursin, commun et souvent bien conservé dans la craie, aient été utilisés à des fins funéraires par des peuples pré-celtiques de l'âge du bronze.